# Bayi
Bayi is een bestuurslaag in het regentschap Aceh Utara van de provincie Atjeh, Indonesië. Bayi telt 310 inwoners (volkstelling 2010).